# Hockeria tenuicornis
Hockeria tenuicornis är en stekelart som först beskrevs av Girault 1918.  Hockeria tenuicornis ingår i släktet Hockeria och familjen bredlårsteklar. Inga underarter finns listade i Catalogue of Life.